# Adeloneivaia minuta
Adeloneivaia minuta är en fjärilsart som beskrevs av Eugène Louis Bouvier 1927. Adeloneivaia minuta ingår i släktet Adeloneivaia och familjen påfågelsspinnare. Inga underarter finns listade i Catalogue of Life.